# Boulengerella lateristriga
Boulengerella lateristriga är en fiskart som först beskrevs av Boulenger, 1895.  Boulengerella lateristriga ingår i släktet Boulengerella och familjen Ctenoluciidae. Inga underarter finns listade.